# Перфильев, Афанасий Петрович
Афана́сий Петро́вич Перфи́льев (1731 — 10 [21] января 1775) — яицкий казак, один из главных сподвижников Емельяна Пугачёва, в августе 1774 года получивший от него звание «генерал-аншефа». Участник восстания 1772 года, Перфильев находился в Петербурге с прошением о прощении участникам выступления, когда в землях Яицкого войска началось новое восстание под руководством Пугачёва. Военная коллегия поручила Перфильеву убедить ближайших сторонников самозванца выдать его властям, но, прибыв на Яик, Перфильев перешёл на сторону восставших, проделал с главной армией восставших весь путь от Оренбурга до полного поражения на Нижней Волге. После пленения и следствия вместе с Пугачёвым был приговорён к четвертованию.

## Биография
Яицкий казак Афанасий Перфильев начал службу в 17-летнем возрасте, к 1770-м годам дослужившись до звания сотника. Стал одним из активных участников восстания яицких казаков 1772 года, в числе прочих предводителей мятежной «войсковой» стороны — Кирпичниковым, Толкачёвым и другими, обсуждал требования казаков к представителям правительства и возможные действия на случай отказа. Перед сражением на реке Ембулатовке с карательной экспедицией генерала Фреймана именно Перфильева мятежные казаки выбрали в качестве своего представителя для ведения переговоров с командиром правительственного отряда. Переговоры не имели успеха, Фрейман требовал выдачи зачинщиков бунта. В ответ Перфильев заявил, что войско будет драться и не пропустит генерала к родному Яицкому городку. После поражения, нанесённого казакам 4 июня 1772 года войсками Фреймана, Перфильев бежал вместе с прочими руководителями восстания в степь, в течение нескольких месяцев укрывался на хуторе Безымянный Яр в 50 верстах от Яицкого городка. На зиму он тайком перебрался в Яицкий городок, где тайно жил в собственном доме, а весной вновь выехал в степь, на этот раз укрывшись на хуторе казака Ивана Герасимова.
В августе 1773 года, по завершении следствия и суда над участниками восстания 1772 года, сторонники войсковой партии предложили казакам Перфильеву, Герасимову и Плотникову отправиться в Санкт-Петербург подать прошение императрице Екатерине II о прощении мятежным казакам — как уже наказанным и сосланным на каторгу и поселение в Сибирь, так и тем, кто ещё укрывался в степи (подобно Зарубину-Чике и Андрею Овчинникову). Отправившись втроём, в Петербурге они нашли ещё одного яицкого казака — Петра Герасимова, жившего там на нелегальном положении после участия в неудачной попытке подать прошение императрице накануне восстания 1772 года. Написав вчетвером текст челобитной императрице, они подали его на рассмотрение генерал-адъютанту графу Алексею Орлову. Орлов сообщил им по прошествии трёх дней, что прошение передано императрице, и велел ожидать ответа в течение двух недель. В это время в землях Яицкого войска уже вовсю бушевало новое восстание — казаки признали беглого хорунжего Донского войска Емельяна Пугачёва в качестве спасшегося императора Петра III. Не сумев захватить правительственный гарнизон в Яицком городке, восставшие захватили пограничные крепости на реке Яик и осадили Оренбург. В начале ноября Алексей Орлов предложил Перфильеву и Петру Герасимову отправиться в земли Яицкого войска с целью убедить казаков отказаться от поддержки самозванца и передать его в руки властей. В случае выполнения этого поручения яицкие казаки могли рассчитывать на прощение прежней вины. Перфильев с товарищами «объявили себя готовыми усердно служить всемилостивейшей государыне и обещались, сколько сил будет, сие повеление исполнить в точности».
Отправившись из Петербурга 12 ноября 1773 года, Перфильев и Герасимов в дороге много обсуждали появление «покойного государя» на Яике и может ли это быть правдой. Герасимов заявлял, что Петра III видел неоднократно и при личной встрече легко сможет определить, кто перед ним — подлинный государь или самозванец. Исходя из этого и решили действовать в дальнейшем. Первым пунктом на пути домой была Казань, куда казаки доставили напечатанные указы императрицы по поводу начавшегося бунта. Далее в Самаре они были задержаны командиром местного гарнизона и отправлены в Симбирск, но там, узнав о данном им поручении, казаков немедленно отпустили. 14 декабря приехали в Яицкий городок, явились там к коменданту местного гарнизона подполковнику Симонову, передали ему три экземпляра императорских указов и рассказали о порученном им деле. С этого момента на время пути Герасимова и Перфильева разошлись. Герасимов отправился убеждать отказаться от поддержки Пугачёва казаков на форпостах нижнеяицкой линии. Перфильеву было поручено задание много сложнее, он должен был отправиться в лагерь самозванца под Оренбургом и попытаться организовать там заговор с целью пленения самозванца. Сопровождать Перфильева и приглядывать за ним были отправлены три казака — Фофанов и братья Мирошхины. Выбор соглядатаев свидетельствовал о том, что Симонов совершенно не понимал настроений яицких казаков, Фофанов ещё в дороге потребовал от Перфильева отказаться от заговора против «царя-батюшки». Прибыв в Бердскую слободу, Перфильев не решился сразу заявить Пугачёву и казацким полковникам о полученном в Петербурге задании. В ответ на упрёки своих товарищей, что он покинул столицу, не доведя порученное ему дело до конца, Перфильев сказал, что «я, де, прослышал, что здесь государь, так разсудил: лутче здесь у него милости искать». Но по прошествии трёх дней, в разговоре с походным атаманом пугачёвцев, своим старинным другом Андреем Овчинниковым, Перфильев сознался об истинной изначальной цели своего приезда и сомнениях относительно происхождения «императора». Овчинников убедил друга отбросить все сомнения и сознаться Пугачёву об обстоятельствах приезда в лагерь восставших, пригрозив, что «ежели прослышу, что ты какое зло на государя думаешь, так тогда не пеняй на меня, несмотря ни на что, даром что ты мне приятель: из своих рук тебя изрублю». Явившись к Пугачёву во второй раз, Перфильев рассказал ему, что был прислан с поручением организовать заговор, но теперь искренне раскаивается и обязуется служить ему верно. Пугачёв поверил ему и определил в своё войско сотником.
В середине января 1774 года Перфильев был послан из-под осаждённого Оренбурга с донесениями в Яицкий городок к Пугачёву, руководившему там осадой городовой крепости Михайло-Архангельского собора. В боях на подступах к ней ему довелось присутствовать на казачьем войсковом круге, состоявшемся 1 февраля. Следуя рекомендации Пугачёва, повстанцы выбрали войсковым атаманом Никиту Каргина, а войсковыми старшинами Перфильева и Ивана Фофанова. С этого момента атаман и новые старшины вместе с атаманами Овчинниковым и Толкачёвым управляли жизнью войска и командовали военными действиями против осаждённого гарнизона «ретраншмента». К числу обязанностей новых войсковых старшин входили судейские обязанности — разборы тяжб, споров, наказание провинившихся, вынесение смертных приговоров, в том числе тем, кто провинился перед особой «императора». После того, как вернувшийся с нижнеяицких крепостей и форпостов Пётр Герасимов объявился в Яицком городке, Перфильев поспешил расспросить его — узнал ли он в Пугачёве императора Петра Фёдоровича. Герасимов поспешил уверить товарища: «Кажется, де, что он точно, я ево признаю, да вить, де, время-та давно прошло, человек переменится. Теперь он стал уже постарее, а к тому же и в бороде ходит, так гораздо переменился против прежняго».

Перфильеву, как человеку опытному, не раз бывавшему по войсковым поручениям в Петербурге, доверили ведение переговоров с командованием осаждённой крепости. Однажды он вступил в «переговорку» с капитаном А. П. Крыловым. Последний стал увещевать Перфильева, чтобы тот одумался, перестал служить самозванцу Пугачёву, а старался бы «исполнить то высочайшее повеление, с коим он отправлен из Петербурга от всемилостивейшей Государыни». Тогда Перфильев заявил в ответ: 
Меня нечего увещевать и учить, а послушайте лутче моего совета. Я знаю, с чем я послан от государыни! Да, мне там сказали, будто бы батюшка наш — донской казак Пугачёв. Но… ето неправда! И я, приехав к нему, нашёл, что он — подлинной Государь. Так не могу я злодейства предпринять против законного нашего Государя. Да что вы стоите? Вить ежели не здадитесь, так после вам худо будет. А лутче признайте свою вину и принесите покорность, батюшка вас простит и пожалует. Ты-де здесь капитан, а у него, может быть, генерал будешь. Пожалуй, не сумневайтесь, право, он — подлинный государь!
В феврале 1774 года до Яицкого городка дошли известия о новой правительственной экспедиции против восставших во главе с генералом Бибиковым. Несмотря на то, что правительственные войска в Яицком городке находились в отчаянном положении из-за недостатка продуктов, активные действия против осаждённого «ретраншмента» пришлось сократить, большое количество казаков были отозваны Пугачёвым для противодействия корпусам Мансурова и Голицына. После поражения восставших у Татищевой яицкие казаки оказались разделены — часть оставалась с Пугачёвым под Оренбургом, часть поспешила на защиту Яицкого городка. В начале апреля Перфильев возглавил отряд казаков Яицкого городка, направлявшийся на соединение с атаманом Овчинниковым. Как и в 1772 году, казаки вновь пытались не пустить правительственные войска, на этот раз под командованием генерала Мансурова, в границы Яицкого войска. Держать оборону решили по берегу реки Быковки. Сражение сложилось неудачно для восставших, не сумев сдержать атаку изюмских гусар, казаки дрогнули, и отступление перешло в паническое бегство. Прибыв к Рубежному форпосту, казаки разделились — часть решила дожидаться своей участи в Яицком городке, но большинство во главе с Овчинниковым и Перфильевым отправились глухими степями в обход правительственных войск на соединение с Пугачёвым.
Отряд Овчинникова и Перфильева соединился с отрядом Пугачёва в Магнитной крепости 7 мая. По пятам пугачёвцев следовал сибирский корпус генерала Деколонга и сводный отряд подполковника Михельсона, боя с которыми восставшие пытались избежать. Пугачёв стремился сохранять казацкий костяк его армии ближе к себе, легко оставляя слабовооружённых и пеших заводских крестьян при первой опасности. Перфильев фактически возглавил яицкий казачий полк, бывший костяком отряда Пугачёва в его последнем походе-бегстве — от Урала до низовьев Волги. В этой обстановке, со слов пленённых пугачёвцев, Перфильев при «Пугачеве был первой… и у самозванца в полной власти был». Накануне последнего крупного сражения армии восставших Пугачёв, желая приободрить своих соратников, присвоил им громкие звания — Перфильеву достался чин «генерал-аншефа». После поражения 25 августа 1774 года в битве у Солениковой ватаги под Чёрным Яром Перфильев вместе с Пугачёвым бежал за Волгу, но, переправившись сначала на остров посреди реки, отказался сразу следовать за самозванцем далее. По его словам, лошади были сильно уставшими и потому многие казаки не рискнули переправляться через широкий рукав Волги. Дав им отдых и переправившись на следующий день, со слов Перфильева, он со спутниками пытался догнать отряд Пугачёва, но не смог его найти. Спутники Перфильева решили двигаться в сторону Яицкого городка. Перфильев понимал, что для него в этом решении нет ничего хорошего, и пытался отговорить товарищей: «Лутче, де, нам теперь самим зарыться в землю, нежели ехать в городок на смерть. Без сумнения, де, из нас иных переказнят, а иных раскасуют в салдаты». Но казаки решили покончить со своими скитаниями и сдаться властям, и Перфильев отдался общим настроениям и вскоре 12 сентября весь отряд был пленён недалеко от Яицкого городка на реке Деркул. В тот же день Перфильев был допрошен представителем секретной следственной комиссии С. И. Мавриным.
В ноябре 1774 года его отконвоировали в Москву, где производилось генеральное следствие над Пугачёвым и его сподвижниками, а месяц спустя начался судебный процесс над ними. По приговору от 9 января 1775 года, Перфильев вместе с Пугачёвым, Зарубиным-Чикой, Шигаевым, Подуровым и Торновым был осуждён на смертную казнь, причём Перфильева приговорили «по первому сорту вины», признав его злодеяния равными вине Пугачёва. Мерой наказания Перфильеву было назначено четвертование: как и Пугачёву, ему сначала отрубили голову, а только затем руки и ноги. Генерал-прокурор Сената князь А. А. Вяземский, присутствовавший при казни в роли представителя верховной власти, писал, что Перфильев «во время эксекуции глубоким молчанием доказывал злость свою, однако, увидя казнь Пугачева, смутился и оторопел». По свидетельству очевидца казни, Перфильев «перенёс ту же казнь, что и Пугачёв, но с тою только разницею, что голова его не была насажена на железный шпиль, а положена вместе с его останками на колесо рядом с останками Пугачёва». Перед казнью Перфильев, приверженец старой веры, отказался исповедоваться у священника-никонианина — как свидетельствовали распорядители казни: «…по раскольнической своей закоснелости он не восхотел исповедоваться и принять божественного причастия».